# Ensemble fortifié de La Ferrière
L'ensemble fortifié de La Ferrière est un ensemble de fortifications du XVIIIe siècle et du XIXe siècle situé le long de la plage des Grands-Sables et la plage de Samzun sur la commune de Locmaria, constituant un élément de défense de Belle-Île-en-Mer dans le Morbihan.

## Histoire
Cette construction militaire est constituée d'un mur édifié en 1747, fermant la plage des Grands-Sables et la plage de Samzun à l'est. Un fortin, enfoncé dans le relief derrière ce mur a été construit en 1858. 

## Description
L'ensemble des fortifications se compose d'un mur couvrant 1 200 m de long soit la totalité des deux plages. Trois portails fortifiés ont été ménagés pour accéder aux plages (deux à chaque extrémité de la plage des Grands Sables et un autre à Samzun).
Le réduit ou fortin de la Ferrière est un corps de garde dit de "type 1846 No 2", dont les couronnements ont été arasés. Il est en partie enseveli par les dunes.
L'ensemble fortifié est en voie de dégradation importante, la base des fortifications est régulièrement attaquée par les tempêtes hivernales et la montée du niveau des océans et le fortin a été laissé à l'abandon.

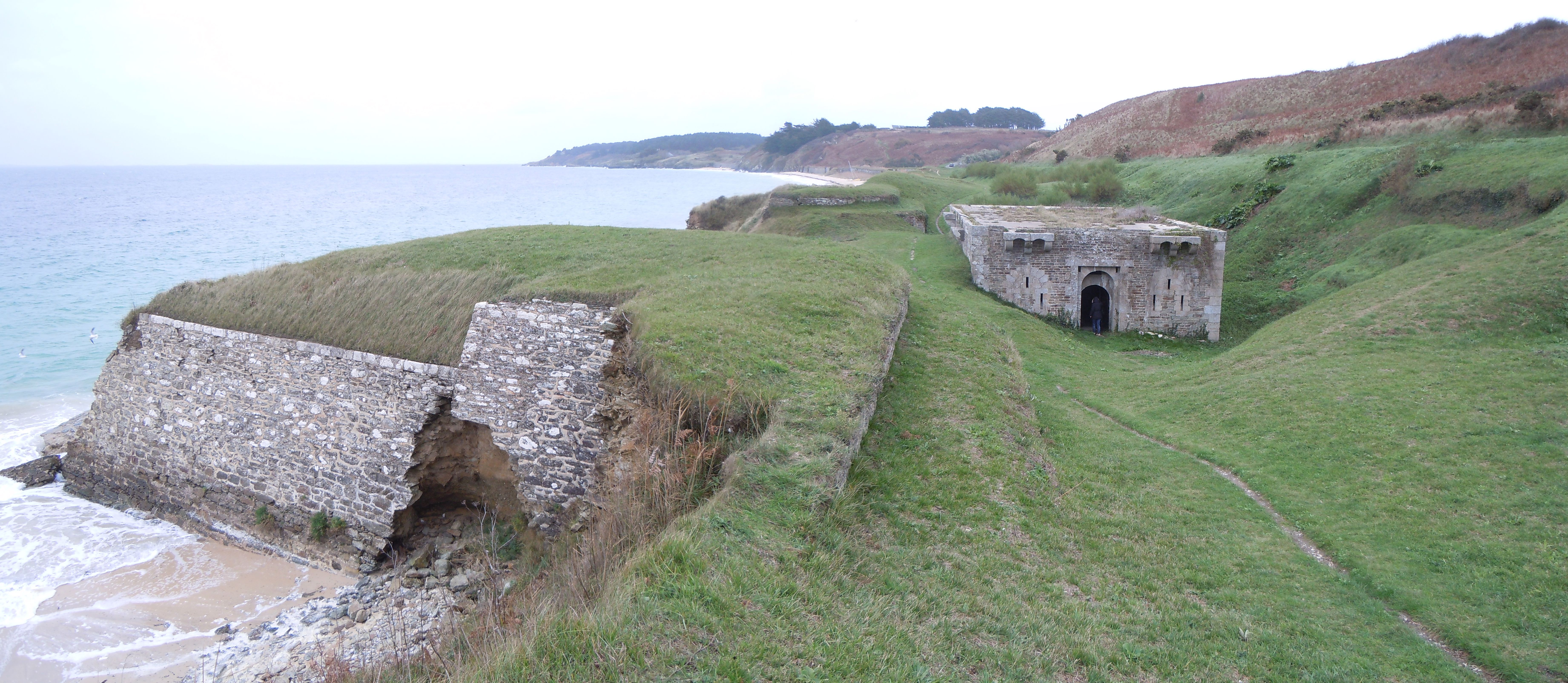
Ancienne batterie et corps de garde.

## Classement
Les fortifications font l’objet d’une inscription au titre des monuments historiques depuis le 2 mars 2001.

## Photographies

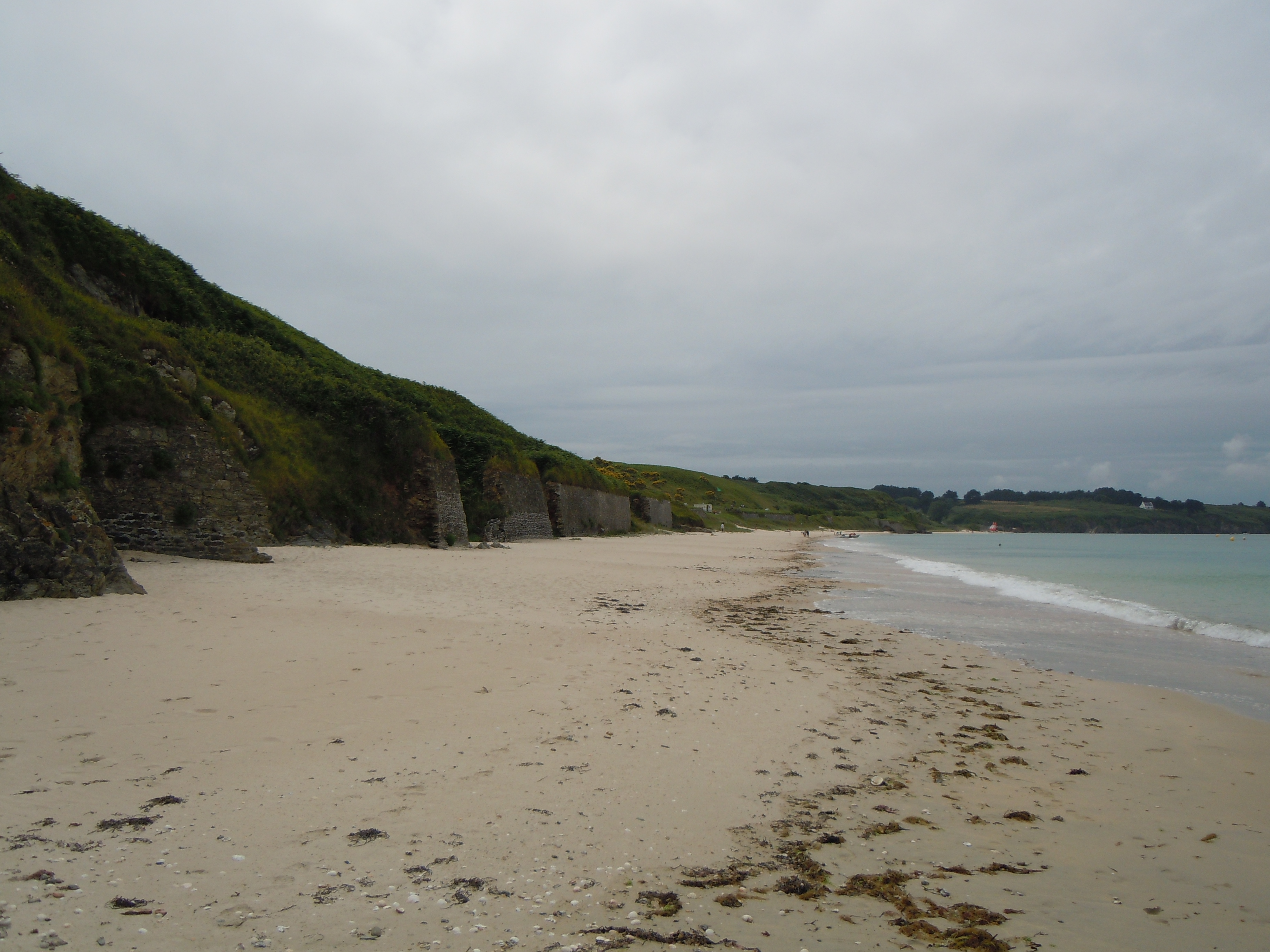
Vue de la partie Ouest du mur depuis la plage des Grands-Sables,
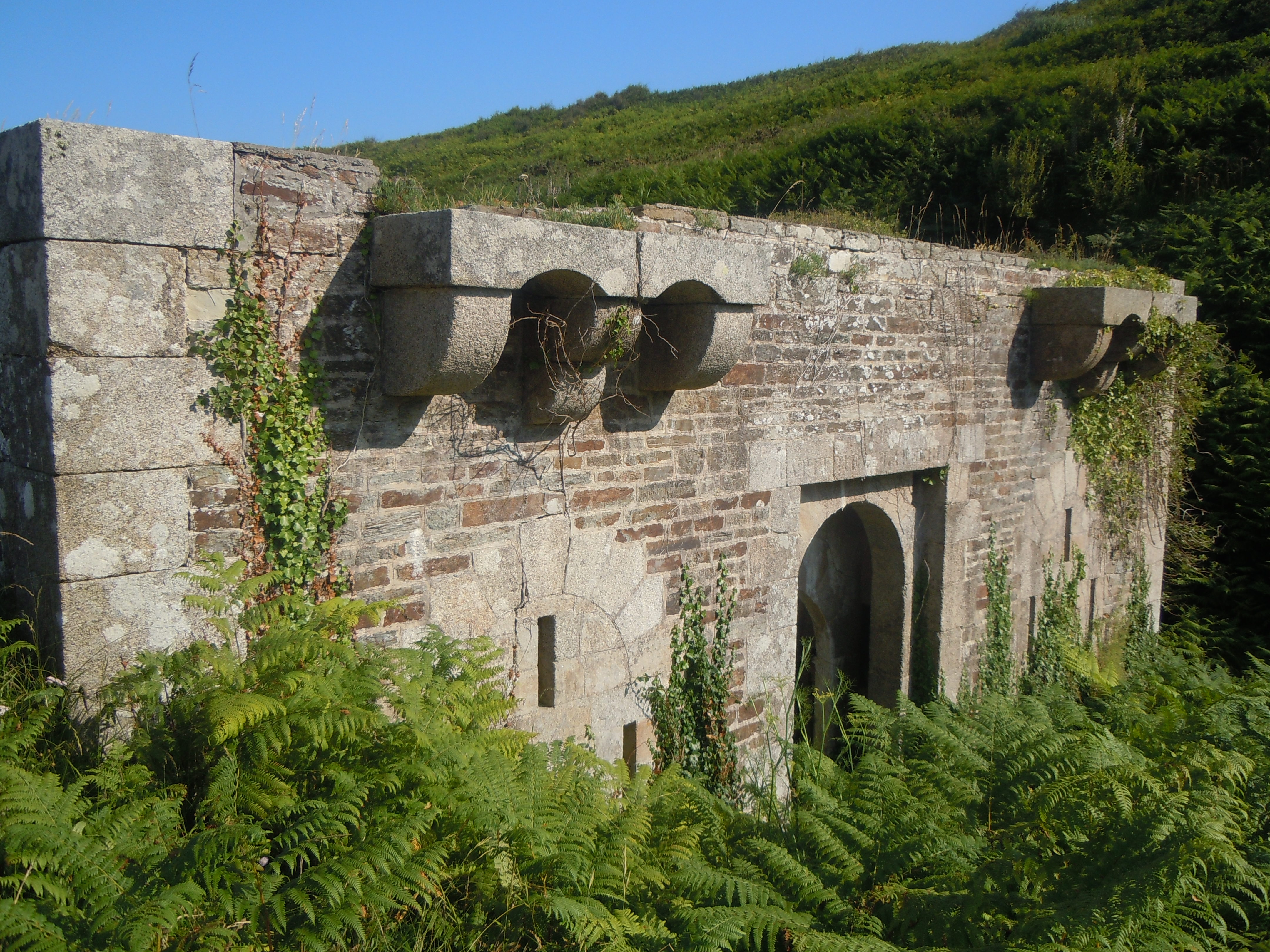
Réduit de la Ferrière.
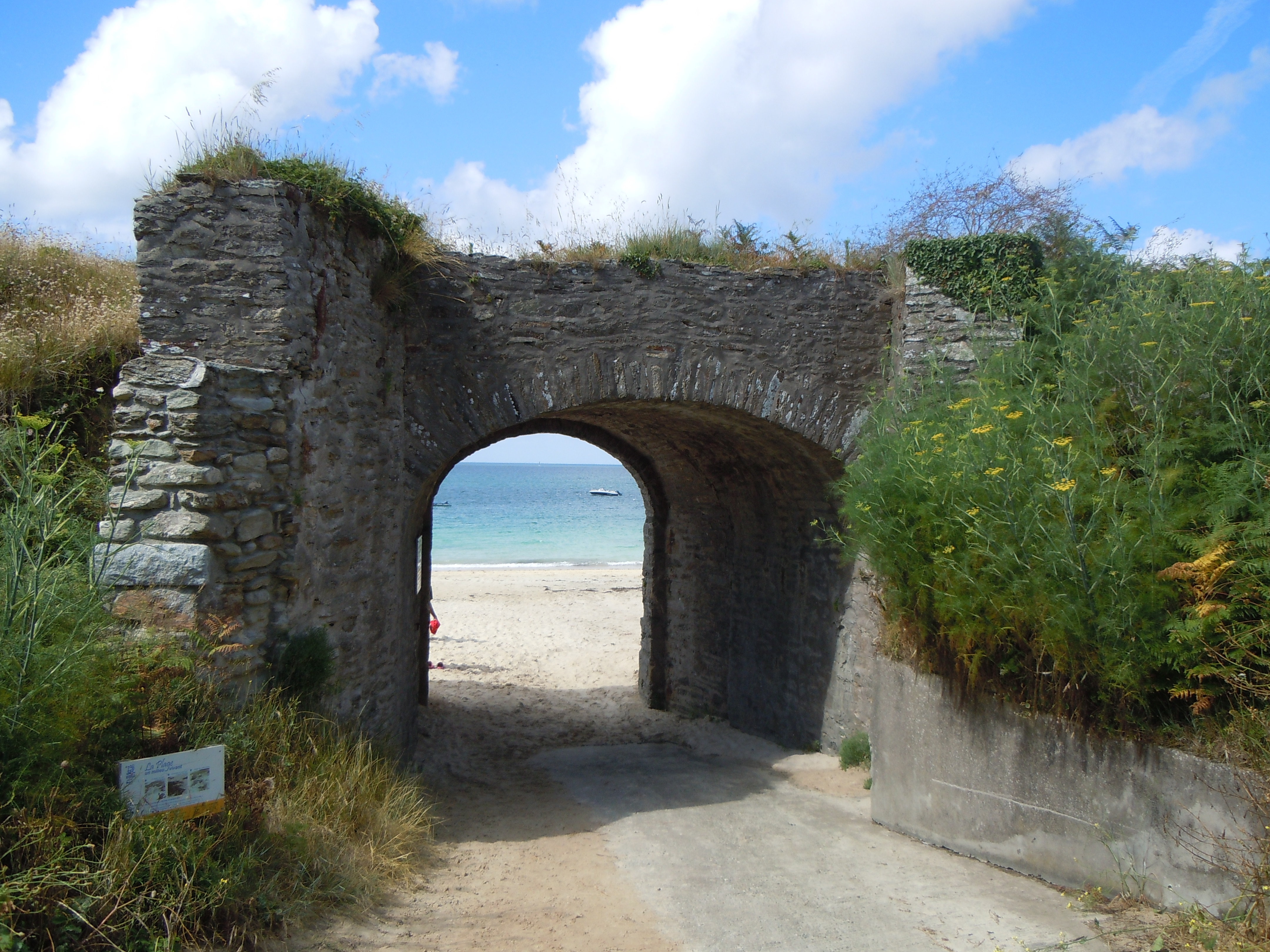
Porte d'accès à la plage de Samzun.